# Steven Haney
Steven Haney Jr (ur. 29 maja 1995 w Fort Lauderdale) – amerykański koszykarz, występujący na pozycjach rzucającego obrońcy lub niskiego skrzydłowego, aktualnie zawodnik fińskiego BC Nokia.
14 lipca 2020 podpisał kontrakt z Polpharmą Starogard Gdański. 24 września 2021 został zawodnikiem MKS-u Dąbrowy Górniczej. 3 grudnia 2021 opuścił klub, podpisując umowę z fińskim BC Nokia.
Jest kuzynem Magica Johnsona. Jego ojciec Steven Sr grał w koszykówkę na uczelniach  LMU i San Jose State.

## Osiągnięcia
Stan na 22 lutego 2022, na podstawie, o ile nie zaznaczono inaczej.
Drużynowe
- Uczestnik rozgrywek Ligi Bałkańskiej (2018/2019)

Reprezentacja
- Uczestnik turnieju Alberta Schweitzera (2012 – 7. miejsce)